# 終究，與你相戀。
《終究，與你相戀。》是由日本漫畫家滿井春香創作的少女漫畫。在2020年11月於講談社下的Nakayoshi連載。於2021年3月書籍化。

## 登場人物
西野水帆（聲：新福櫻）
因為輝月的稱讚便成了一名漫畫家，2030年被稱為天才漫畫家。與輝月、深、藍、周吾是青梅竹馬。討厭打雷，因為這會想起媽媽去世的那天。
羽澤輝月（聲：浦和希）
是一個帥哥，在學校備受歡迎。在小時候游泳被水帆誇獎便一直喜歡她。現在是游泳部的部員。
柏木深（聲：吉高志音）
喜歡水帆。在水帆媽媽去世那天看見她哭泣，為了不想讓水帆再次露出那種表情而努力學習，立志成為醫生。
和泉藍（聲：千葉翔也）
天才模特和人氣網紅，國中時曾經向星野水帆告白過。
星川周吾（聲：猪股慧士）
戴著眼鏡。對感情有不一般的執念，經常能讀懂別人的想法。一直暗戀著星野水帆。
齊藤亮介（聲：上村祐翔）
水帆曾單戀的對象。游泳部的部長。
倉敷千夏（聲：田所梓）
水帆的朋友。
星川透吾（聲：梅原裕一郎）
周吾的哥哥。回國成為青梅竹馬們所在高中的實習老師。
白石真波（聲：名塚佳織）
高中老師。

## 出版書籍
| 卷數 | 講談社         | 講談社                 |
| 卷數 | 發售日期       | ISBN                   |
| ---- | -------------- | ---------------------- |
| 1    | 2021年3月12日  | ISBN 978-4-06-522664-3 |
| 2    | 2021年7月13日  | ISBN 978-4-06-524090-8 |
| 3    | 2021年11月12日 | ISBN 978-4-06-525900-9 |
| 4    | 2022年4月13日  | ISBN 978-4-06-527551-1 |
| 5    | 2022年8月12日  | ISBN 978-4-06-528485-8 |
| 6    | 2023年3月13日  | ISBN 978-4-06-530836-3 |
| 7    | 2023年10月13日 | ISBN 978-4-06-533178-1 |
| 8    | 2024年3月13日  | ISBN 978-4-06-534969-4 |
| 9    | 2024年8月9日   | ISBN 978-4-06-536623-3 |
| 10   | 2025年1月10日  | ISBN 978-4-06-538117-5 |
| 11   | 2025年3月13日  | ISBN 978-4-06-538801-3 |
| 12   | 2025年8月12日  | ISBN 978-4-06-540446-1 |

## 電視動畫
於2024年宣布製作成為電視動畫。第1季於2025年1月至3月播出。第1季播出完後宣布製作第2季。

### 製作人員
- 原作：滿井春香
- 導演：山元隼一
- 系列構成、劇本：村井雄、成尾渚
- 角色設計：
- 副角色設計：平田雄三、奥山鈴奈
- 道具設計：氏家嘉宏、植田大貴
- 美術監督：里見篤
- 美術設定：妹脊百合子
- 色彩設定：日比智恵子
- 攝影監督：船越雄弦
- 編輯：今井剛
- 音樂：井内啟二
- 音樂制作：日音
- 音響監督：海老名康徳
- 動畫製片人：櫻井崇
- 動畫製作：颱風Graphics

### 主題曲
第1季
片頭曲Make It Count
演唱：INI，作詞：Lauren Kaori，作曲：Jay Hong、Tea Mu，編曲：Jay Hong。
片尾曲
演唱：マルシィ，作詞、作曲：吉田右京。

### 各話列表
| #1  | 最糟糕的生日     | 村井雄 | 山元隼一           | 村山、康村諒       | 前田義宏、度會龍司、海堂博之、小林史緒里、櫻井拓郎、松本璃久、李周鉉、權容祥                                    | 平田雄三                   | 2025年 1月10日 |
| #2  | 我會陪著妳       | 村井雄 | 高島友也、久万福郎 | 村山、佐佐木康太郎 | 史昇原、朴鎭光、金志禹、安恩芳、李形意、韓邵而、金茶彬、SON SOPHEAPANHA、KHIEV SOTHINA、THEA EYIN、楊勇、宋凌雲 | 平田雄三、前田義宏         | 1月17日        |
| #3  | 體溫             | 成尾渚 | 香川豐             | 山喜綠             | 楊勇 | 金澤龍、平田雄三、前田義宏 | 1月24日        |
| #4  | 未來的煙火       | 村井雄 | 鈴木比嘉           | 薮内悠             | 菊地華子、齊藤千比呂、酒井KEI、星月動画、米川、                                                                 | 菊地華子                   | 1月31日        |
| #5  | 永遠在一起的方法 | 成尾緒 | 阿尾直樹           | 佐佐木康太郎       | Zhou Wen Long                                                                                                   | 下出麻以                   | 2月7日         |
| #6  | 無法繼續當朋友   | 村井雄 | 坂田純一           | 吳唯男             | EN.studio、所澤映画、慧敏、約拿单、孫仁義、瑞木晶                                                               | 下出麻以                   | 2月14日        |
| #7  | 假裝友好         | 成尾渚 | 小林一三           | 中村近世           | 松原朋廣、山下聖美、韓承熙、舛舘俊秀、川合正起、Kim Sukhui、Kim Wonhui、Lee Huiju、Hong Seonghee、曉            | 金澤龍、平田雄三           | 2月21日        |
| #8  | 單戀的形式       | 成尾渚 | 香川豐             | 暗黑熊貓           | 趙小川、姜海華                                                                                                  | 平田雄三                   | 2月28日        |
| #9  | 與你共度的時光   | 成尾渚 | 小坂春女           | 小坂春女           | 櫻井拓哉、楊勇、                                                                                                | 平田雄三、前田義宏         | 3月7日         |
| #10 | 衝動             | 村井雄 | 鈴木比嘉           | 史博               | 鳥山冬美、松本勝次、松下清志、reboot、米川                                                                      | 平田雄三、前田義宏         | 3月14日        |
| #11 | 逐漸改變的事物   | 成尾渚 | 小林一三           | 佐佐木康太郎       | 史昇原、林鎮光、金志禹、安恩芳、李形意、韓邵爾、金茶彬、SON SOPHEAPANHA、KHIEV SOTHINA、THEA EYIN               | 下出麻以                   | 3月21日        |
| #12 | 永不結束的夢想   | 村井雄 | 鈴木比嘉           | 居村雄馬           | 櫻井拓郎、EN.studio                                                                                             | 前田義宏、平田雄三         | 3月28日        |

### 播映平台
| 播放日期              | 播放時間（UTC+9）  | 播放電視台 | 播放地區   | 備註   |
| --------------------- | ------------------ | ---------- | ---------- | ------ |
| 2025年1月10日—3月28日 | 星期五 1:28—1:58   | TBS        | 關東廣域圈 |        |
| 2025年1月12日—3月30日 | 星期日 23:30–00:00 | BS11       | 日本全域   | CS放送 |

### BD / DVD
| 卷數  | 發售日期      | 收錄話數     | 規格編號  | 規格編號  |
| 卷數  | 發售日期      | 收錄話數     | BD        | DVD       |
| 第1季 | 第1季         | 第1季        | 第1季     | 第1季     |
| ----- | ------------- | ------------ | --------- | --------- |
| Vol.1 | 2025年5月28日 | 第1話—第4話  | BIXA-1471 | BIBA-3721 |
| Vol.2 | 2025年6月25日 | 第5話—第8話  | BIXA-1472 | BIBA-3722 |
| Vol.3 | 2025年7月30日 | 第9話—第12話 | BIXA-1473 | BIBA-3723 |

## 外部連結
- 電視動畫官方網站（日語）
- 電視動畫官方的X（前Twitter）（日語）